# Ayer me llamó mi ex
«Ayer me llamó mi ex» es una canción del cantante argentino de trap latino Khea con el guitarrista de bachata estadounidense Lenny Santos. Fue lanzado el 20 de agosto de 2020. El video musical de la canción tiene más de 306 millones de visitas en YouTube. La canción tiene más de 115 millones de reproducciones en Spotify.

## Antecedentes
La canción fue producida por Nobeat, el video de la canción fue dirigido por Ballve. La canción habla de un chico que recibe una llamada de su exnovia solo para volver a verse. La canción cuenta con la colaboración del exguitarrista del grupo de bachata Aventura, Lenny Santos, fusionando bachata con trap.
La canción fue tendencia en varios países, ubicándose en lo más alto de las listas de éxitos en Argentina y España, y también obtuvo un disco de oro en España en tres semanas.

## Remezcla con Natti Natasha y Prince Royce
El 5 de noviembre de 2020, Khea lanzó el remix de la canción junto con la cantante dominicana Natti Natasha y el cantante estadounidense Prince Royce, junto con su respectivo vídeo musical dirigido por Teo. La canción alcanzó los 2 millones de visitas en YouTube en solo un día y llegó al top 10 de tendencias globales en YouTube y Spotify.

## Posicionamiento en listas
| Listas (2020-21)                                         | Mejor posición |
| -------------------------------------------------------- | -------------- |
| Argentina (Argentina Hot 100)                            | 6              |
| Argentina (Argentina Hot 100) Versión remezclada         | 5              |
| Argentina (Monitor Latino Airplay)                       | 13             |
| España (PROMUSICAE)                                      | 2              |
| Estados Unidos (Hot Latin Songs) Versión remezclada      | 33             |
| Estados Unidos (Latin Airplay) Versión remezclada        | 28             |
| Estados Unidos (Latin Rhythm Airplay) Versión remezclada | 17             |
| Estados Unidos (Tropical Airplay) Versión remezclada     | 4              |
| Global 200 (Billboard) Versión remezclada                | 77             |
| Paraguay (SGP)                                           | 27             |
| Paraguay (SGP) Versión remezclada                        | 94             |

| Listas (2020)       | Posición |
| ------------------- | -------- |
| España (PROMUSICAE) | 45       |

## Certificaciones
| País   | Organismo certificador | Certificación | Ventas certificadas | Ref.   |
| ------ | ---------------------- | ------------- | ------------------- | ------ |
| España | PROMUSICAE             | 2× Platino    | 80 000              | [ 17 ] |